# Metropolia wołogodzka
Metropolia wołogodzka – jedna z metropolii Rosyjskiego Kościoła Prawosławnego, z siedzibą w Wołogdzie. Obejmuje teren obwodu wołogodzkiego.
Utworzona postanowieniem Świętego Synodu 23 października 2014. W jej skład wchodzą 3 eparchie: wołogodzka, czerepowiecka i wielkoustiuska.

## Metropolici
- Ignacy (Dieputatow), 2014–2020
- Sawa (Michiejew), od 2020